# Дедюх, Светлана Ростиславовна
Светлана Ростиславовна Де́дюх (род. 21 января 1986 года) — российская пловчиха в ластах.

## Карьера
Тренировалась в клубе «СКАТ» при Томском университете.
- Чемпионка России 2003, 2008 гг.
- Чемпионка Европы 2003 г.
- Чемпионка мира 2004 г.
- Чемпионка Европы 2005 г.
- Победительница Кубка мира 2008 г.
- Победительница Всемирных игр 2005 г.
- Рекордсменка мира и Европы.
- Победительница клубного чемпионата Европы в составе команды СКАТ ТГУ 2004, 2005 гг.